# Cantonul Tinténiac
Cantonul Tinténiac este un canton din arondismentul Rennes, departamentul Ille-et-Vilaine, regiunea Bretania, Franța.

## Comune
- La Baussaine
- La Chapelle-aux-Filtzméens
- Longaulnay
- Pleugueneuc
- Plesder
- Saint-Domineuc
- Saint-Thual
- Tinténiac (reședință)
- Trévérien
- Trimer